# Sapaga-Peulh
Ne doit pas être confondu avec Sapaga.
Sapaga-Peulh est une commune rurale située dans le département de Zorgho de la province du Ganzourgou dans la région Plateau-Central au Burkina Faso.

## Géographie
Village peulh annexe de Sapaga, Sapaga-Peulh est situé à environ 20 km à l'est du centre de Zorgho, le chef-lieu du département et de la province.

## Santé et éducation
Le centre de soins le plus proche de Sapaga-Peulh est le centre de santé et de promotion sociale (CSPS) de Sapaga tandis que le centre médical avec antenne chirurgicale (CMA) se trouve à Zorgho.